# Гелиодор (вельможа)
Гелиодор (в Синод. переводе Илиодор) — сирийский вельможа при дворе Селевка IV Филопатра как минимум с 178 до 175 гг. до н. э. Некоторые источники гласят, что он убил Селевка и захватил трон, после чего Антиох IV Епифан, брат покойного царя сверг его.
По рассказу Второй книги Маккавеев намеревался ограбить казну Иерусалимского храма, но был остановлен чудесным явлением трех существ — золотого всадника и двух юношей, которые стали его бичевать, что стало сюжетом многих произведений искусства, включая фреску Рафаэля.

## Библейский рассказ
2-я книга Маккавеев (3:7-40) гласит, что Селевк IV Филопатр послал Гелиодора (в Синодальном переводе — Илиодора) в Иерусалим для сбора денег, которые должны были пойти в уплату римлянам. Пророчеством этого может быть строка из Книги Даниила (11:20): «На место его восстанет некий, который пошлет сборщика податей, пройти по царству славы; но и он после немногих дней погибнет, и не от возмущения и не в сражении».

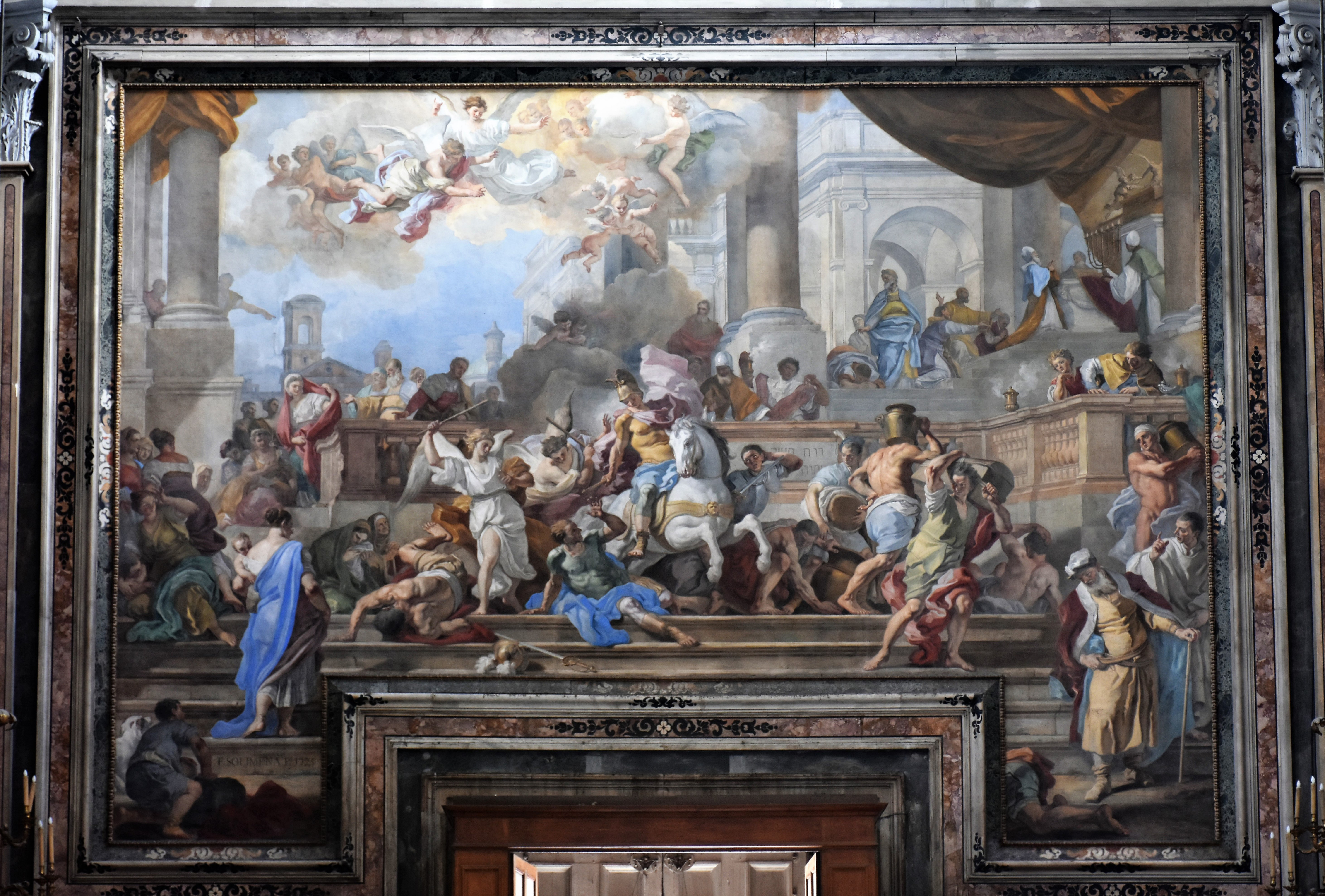
Ф. Солимена. Изгнание Гелиодора из храма. Роспись контрфасада церкви Джезу-Нуово. 1723–1725. Неаполь

Чуду с Илиодором почти целиком посвящена 3-я глава книги. Прибыв в город, несмотря на протесты первосвященника, он вошел в Иерусалимский храм, чтобы ограбить его сокровищницу. Священники и горожане, узнав о намечающемся святотатстве, пришли в ужас и стали молиться Богу.
Когда же он с вооруженными людьми вошел уже в сокровищницу, Господь отцов и Владыка всякой власти явил великое знамение: все, дерзнувшие войти с ним, быв поражены страхом силы Божией, пришли в изнеможение и ужас, ибо явился им конь со страшным всадником, покрытый прекрасным покровом: быстро несясь, он поразил Илиодора передними копытами, а сидевший на нем, казалось, имел золотое всеоружие. Явились ему и ещё другие два юноши, цветущие силою, прекрасные видом, благолепно одетые, которые, став с той и другой стороны, непрерывно бичевали его, налагая ему многие раны. Когда он внезапно упал на землю и объят был великою тьмою, тогда подняли его и положили на носилки. Того, который с большою свитою и телохранителями только что вошел в означенную сокровищницу, вынесли как беспомощного, ясно познав всемогущество Божие. (3:24-28)

После этого некоторые люди стали просить первосвященника Онию вымолить выздоровление Илиодора, что тот и сделал, опасаясь гнева царя. В этот момент юноши опять явились Илиодору и приказали ему быть благодарным Онии и Господу. Илиодор принес жертвы Богу и вернулся к царю. Когда Селевк спросил, кого послать в Иерусалим с той же миссией — ответил, что того, кому желаешь погибель.

## Исторические сведения
Осенью 175 года до н. э. Гелиодор, по некоторым источникам, убивает царя Селевка, чтобы стать регентом при его малолетнем сыне Антиохе.
Аппиан Александрийский (Римская история, XI, 45), сообщает: «Селевк был убит по тайному умыслу неким Гелиодором из числа придворных. Этого Гелиодора, хотевшего захватить власть, Эвмен и Аттал изгоняют и возводят на престол Антиоха» (речь идет о брате Селевка Антиохе IV Эпифане).
В Музее Израиля в Иерусалиме с 2007 года хранится «Стела Гелиодора», датированная 178 г. до н. э., с надписью на греческом языке, в которой Селевк сообщает Гелиодору, что он назначает некоего Олимпиодора чиновником для надзора за храмами провинции, в состав которой входила территория Израиля. Стела отдана на временное хранение Музею Израиля нью-йоркскими антикварами Майклом и Джуди Штейнхартами. Дополнительный фрагмент той же надписи был обнаружен в 2005 году в подземном подвале эллинистического дома в Мареше.
Любопытно, что отец Селевка и Антиоха царь Антиох III Великий был убит местными жителями в 187 до н. э. за разграбления храма Бэла в Элимаиде (также с целью выплаты контрибуции римлянам). А в 169/168 г. до н. э. Антиох IV Эпифан вместе с армией войдет в Иерусалим и разграбит Храм, осквернив Святая Святых.

## В искусстве
В период Реформации и Контрреформации эпизод изгнания Илиодора из Храма был воспринят римско-католической апологетикой как символ неприкосновенности церковной собственности. Он стал сюжетом большого количества произведений искусства.
- Изгнание Илиодора — фреска Рафаэля.